# José Agustín Gómez Díaz
José Agustín Gómez Díaz (Santiago, 28 de agosto de 1830 - Gorbea, 15 de enero de 1908) fue un sacerdote chileno. Sus padres fueron Cruz Gómez Escudero y Encarnación Díaz Arancibia.
Realizó sus estudios en el Colegio de los Padres Mercedarios, donde también estudia música y canto. En 1844 se hace cargo de la Orden Mercedaria a los 14 años de edad. El 5 de octubre de 1850, recibe el Título de Bachiller en Teología. El 24 de septiembre de 1853, recibe el grado de subdiácono y diácono. El 10 de junio de 1854 en el Templo Metropolitano, se recibe de sacerdote diocesano, consagrándolo el arzobispo Monseñor Rafael Valentín Valdivieso.

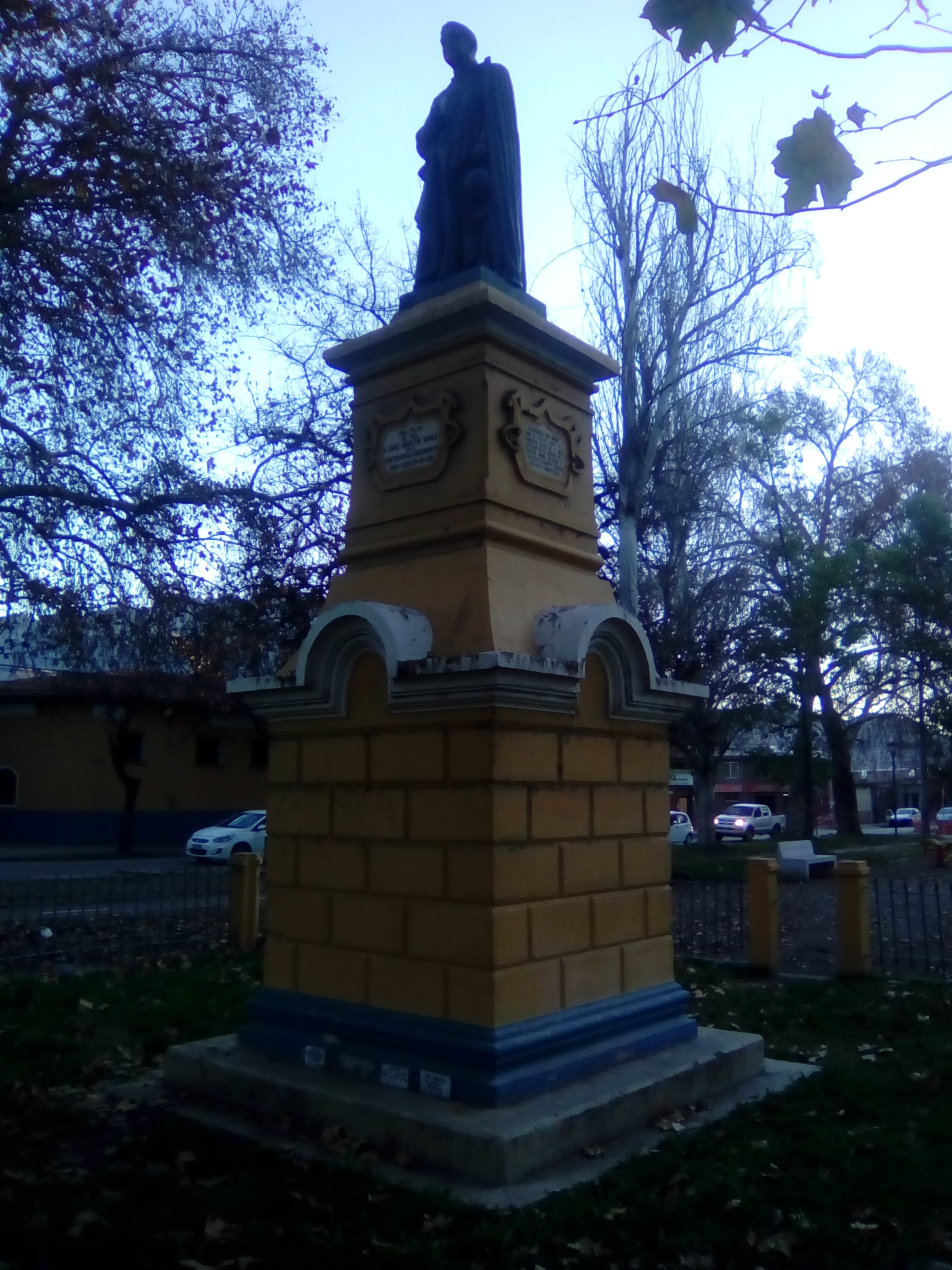
Monumento conmemorativo al Cura Gómez frente al colegio que lleva su nombre

Recién ordenado sacerdote es destinado como capellán del monasterio de Nuestra Señora del Buen Pastor, quienes recién llegaban a Chile.
En la Guerra del Pacífico fue el preparador espiritual del batallón Aconcagua y del contingente del Regimiento Esmeralda, llegando a ser nombrado su capellán. 
Fundó dos congregaciones religiosas: Las Hermanas Hospitalarias de San José, en San Felipe, en 1866. Las Hermanas Hospitalarias del Sacratísimo Corazón de Jesús en San Carlos, en 1903, obra que fue ratificada por el presidente José Manuel Balmaceda Fernández quien era su amigo y partidario , pero tras la Guerra Civil de 1891 con la derrota del bando Balmacedista le afectó su imagen pública por el resto de su vida llevándolo al destierro al Sur. Pasó sus últimos años en Gorbea. Falleció el 15 de enero de 1908, sus restos están en la Capilla de la Congregación y del Colegio Sagrado Corazón de Jesús de San Carlos en  San Carlos (Chile). En recuerdo y reconocimiento de su labor se levantaron dos monumentos. Uno en San Felipe y otro en Gorbea.
- Datos: Q16582540